# Alarma! (tijdschrift)
Alarma! was een Mexicaans tijdschrift dat vooral expliciete beelden van verkeersongevallen, moordslachtoffers, andere ongevallen en foto's van schaarsgeklede vrouwen bevatte.
Het blad werd voor het eerst op 17 april 1963 gepubliceerd. Het succes leidde tot een aantal concurrenten, waaronder Alarde!, Enlace! en Poliéster. Het werd tussen 1986 en 1991 gecensureerd, waardoor het ook niet kon worden gepubliceerd. Na 1991 keerde het tijdschrift terug als El Nuevo Alarma!. In 2014 hield het tijdschrift op te bestaan.